# Бурылин, Николай Геннадьевич
Николай Геннадьевич Бурылин (11 [23] ноября 1850, с. Иваново, Владимирская губерния — 7 июня 1928, Иваново-Вознесенск) — российский фабрикант и меценат из купеческой династии Бурылиных.

## Биография
Родился 11 ноября (по старому стилю) 1850 года в селе Иваново (сейчас — город Иваново) в семье владельца ситценабивной фабрики Геннадия Диодоровича Бурылина и его супруги, Марии Семёновны. Получил домашнее образование.

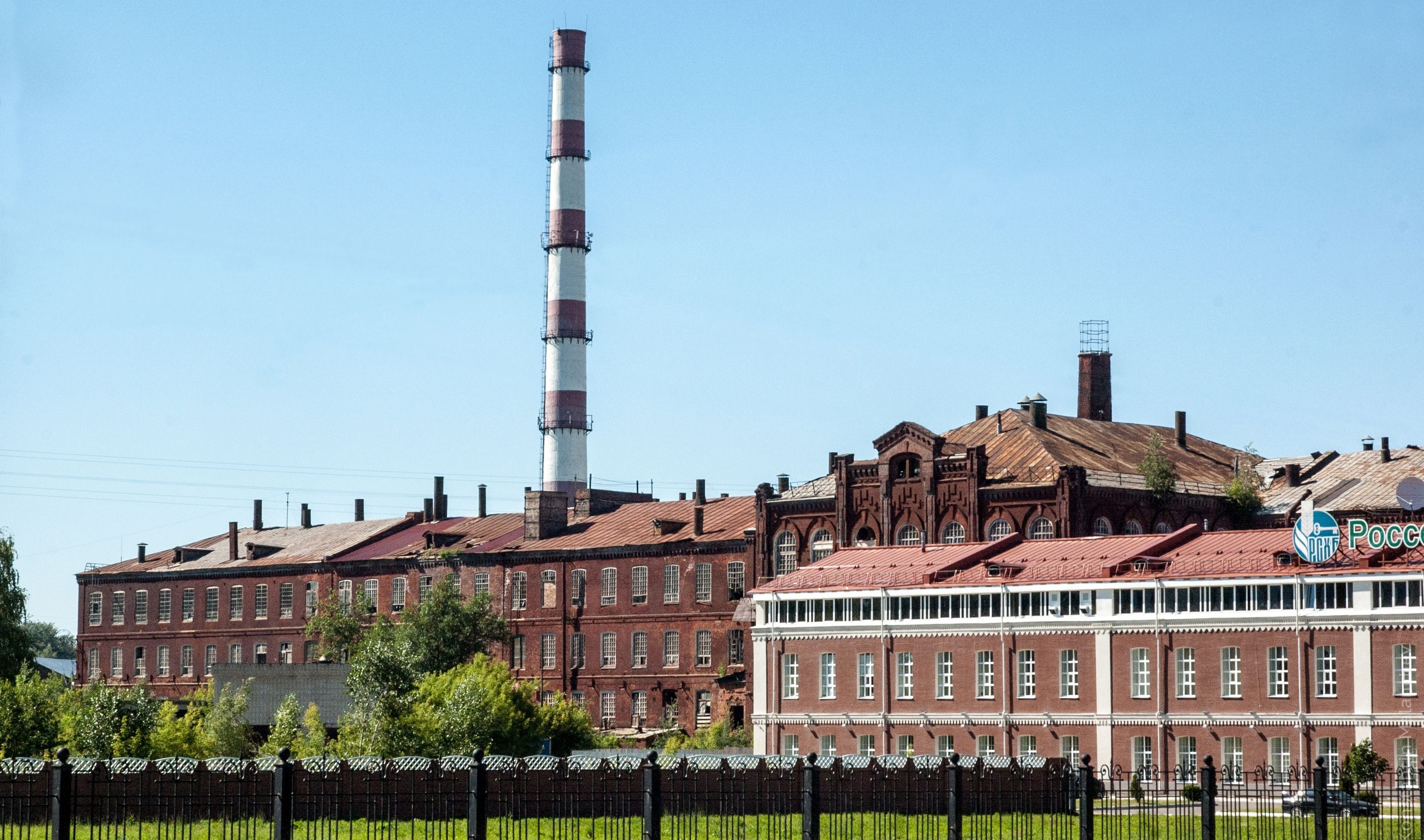
Куваевская мануфактура (Большая ивановская мануфактура)

Как и младший брат Дмитрий, в молодости трудился рабочим на семейной фабрике для обучения текстильному делу, после чего какое-то время работал в конторе фабрики Харлампия Ивановича Куваева. Оставив не понравившуюся службу, пробовал себя в разъездной торговле.

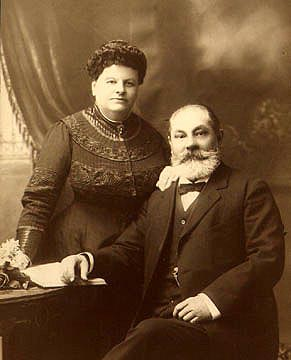
Надежда Харлампиевна и Николай Геннадьевич Бурылины

В 1874 году женился на дочери Х. И. Куваева, Надежде Харлампиевне, и получил в своё управление фабрику Куваевых (которой после смерти смерти Х. И. Куваева в 1867 году управляла его вдова, Екатерина Осиповна).
В 1876 году вместе с братом получили в управление также и семейную фабрику.
В 1887 году учредил Товарищество Куваевской мануфактуры с основным капиталом в 1 миллион рублей (к 1912 году доросшим до 5 миллионов рублей). Под управлением Бурылина товарищество активно росло, в развитие основных фондов было вложено свыше 1,3 миллионов рублей. К 1912 году число сотрудников достигло 2700 человек. К 1917 году фабрика выпускала 2,35 миллионов аршинных кусков различных тканей (на сумму в 20 миллионов рублей) и была крупнейшей в городе. На Всероссийской выставке в Нижнем Новгороде в 1896 году товарищество удостоилось высшей награды для коммерческого предприятия — Государственного герба.
Товарищество Куваевской мануфактуры также занималось социальными проблемами своих рабочих: были построены дома, кухня и столовая, амбулатория, баня, — бесплатные для рабочих мануфактуры. С 1896 года при фабрике также работало училище на 140—150 мест. Ежегодно на улучшение бытовых условий работников товарищества тратилось 90 тысяч рублей.
Николай Геннадьевич также активно участвовал в различных благотворительных проектах, состоял в разных комиссиях и попечительских советах. Так, в 1907 году Бурылин вместе с супругой пожертвовали 300 тысяч рублей на возведение Куваевской больницы и ещё столько же на создание неприкосновенного капитала, проценты с которого шли на содержание лечебного заведения. За это они оба были удостоены звания почетных граждан Иваново-Вознесенска.

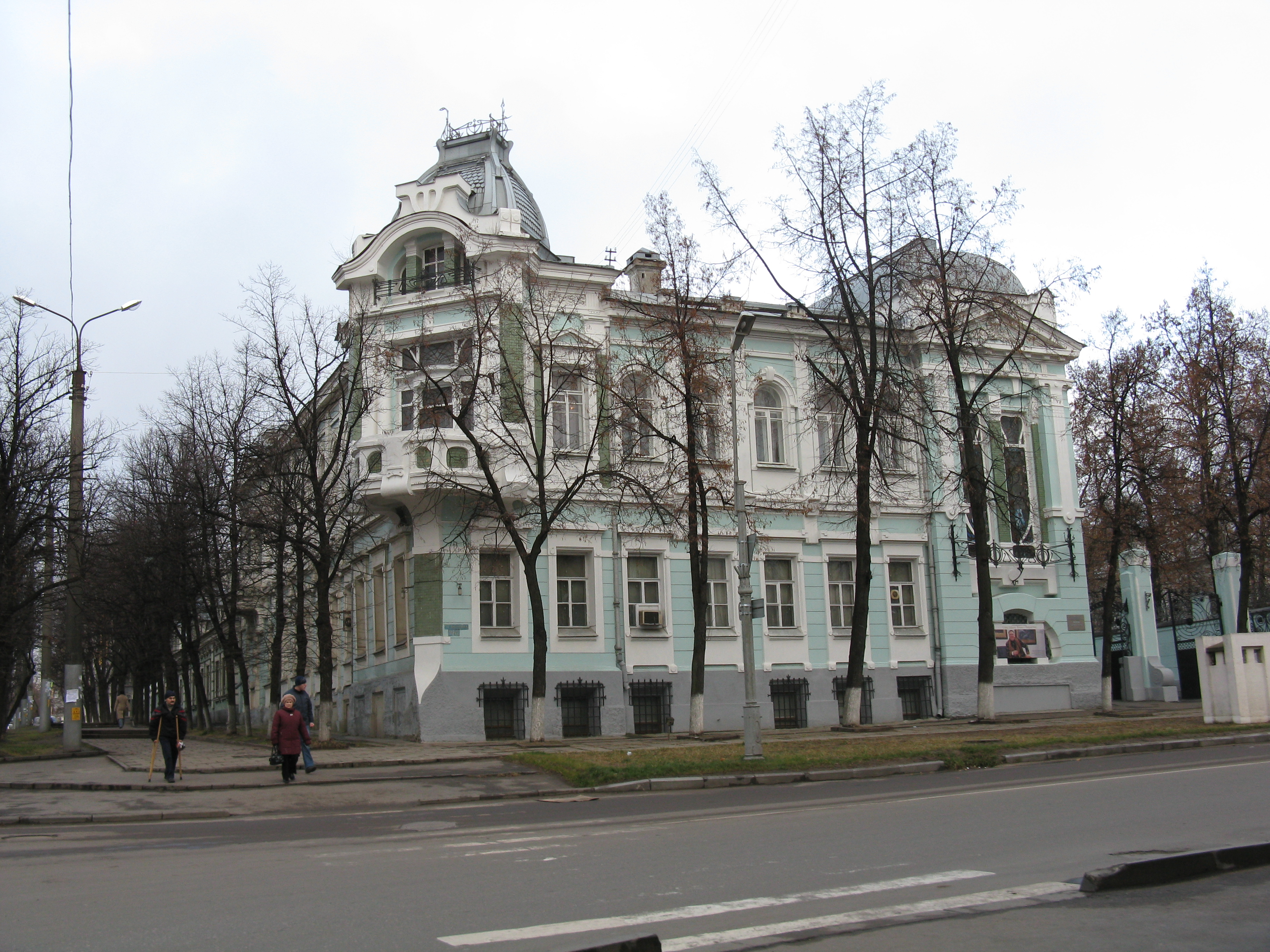
Родовой дом Бурылиных (сейчас — Музей ивановского ситца)

В 1917 году Н. Г. Бурылин был избран председателем Иваново-Вознесенской городской думы. Первые революционные события воспринял позитивно, какое-то время продолжать работать на национализированной у него фабрике. По воспоминаниям правнучки брата Дмитрия, Татьяны Алексеевны Зражевской, Бурылин писал Ленину, предлагал перевести из Швейцарии свои капиталы в Россию на нужды государства, просил разрешения остаться жить в собственном доме. В ответном письме такое разрешение было получено, однако, приняв капиталы, новая власть всё-таки выселила Бурылиных в квартиру в одном из домов для рабочих, построенных Товариществом Куваевской мануфактуры, а также конфисковала имущество. Оказавшись в затруднительном финансовом положении, был вынужден просить деньги у брата, который был хранителем в созданном им же самим музее.
В 1921 году ушла из жизни супруга Надежда Харлампиевна, через три года — брат Дмитрий. Ещё через четыре — 7 июня 1928 года — скончался сам Николай Геннадьевич.